# هرمان دیتریش
هرمان دیتریش (آلمانی: Hermann Dietrich; ۱۴ دسامبر ۱۸۷۹ – ۶ مارس ۱۹۵۴) یک سیاست‌مدار از حزب دموکرات آلمان بود.
وی از وزیران اقتصاد و دارایی در جمهوری وایمار بود.